# Ямская улица (Казань)
Ямская улица (тат. Ям урамы, Yam uramı) — небольшая улица в историческом центре Казани.

## География
Начинаясь от улицы Тази Гиззата, заканчивается пересечением с улицей Мартына Межлаука.

## История
Улица возникла на территории Ямской слободы, откуда и получила своё название. Первоначально имела название 3-я Ямская улица; в 1914 году постановлением Казанской городской думы она была переименована в Стекольную улицу, однако фактически переименование не состоялось. Во второй половине 1920-х годов, когда первые две «ямские» улицы были переименованы, улица получила своё современное название.
На 1939 год на улице имелось 11 домовладений: №№ 1/31–9 по нечётной стороне и №№ 2–12 по чётной; большинство домов были жилыми и принадлежали различным ЖАКТам (домоуправлениям), в доме № 5 располагалась заготконтора Сталинского райпотребсоюза, в домах №№ 8, 9 и 12 — общежития работников фабрики «Киноплёнка», железнодорожников и ВОХР соответственно.
До революции 1917 года административно относилась ко 2-й полицейской части. После введения в городе административных районов относилась к Сталинскому (1935–1942), Дзержинскому (1942–1956), Бауманскому (1956–1994) и Вахитовскому (с 1994 года) районам.

## Примечательные объекты, организации
В одном из домов по улице в годы Первой мировой войны располагался госпиталь Всероссийского союза городов.
В середине XX века на улице располагались склады Главснабсыбта, Союзглавлегсбыта, Татарская республиканская торговая база «Росторгодежда» Министерства торговли РСФСР.
- №1/29 — дом П. А, Никифоровой, начало XX века.[23]
- №1а — дом В. Ф. Максимова, конец XIX – начало XX века (снесён).[23]
- №2 — жилой дом, вторая половина XIX века (снесён).[23]
- №3 — дом О. Т. Тихомирнова, середина XIX века (снесён).[23] В годы существования Дзержинского района в доме № 3 располагалась районная прокуратура.[21]
- №4 — дом Столбова, вторая половина XIX века.[23][24]
- №6 — жилой дом, вторая половина XIX века (снесён).[23]
- №8 — жилой дом, вторая половина XIX века (снесён).[23]
- №8а — жилой дом, конец XIX – начало XX века (снесён).[23]
- №10 — жилой дом, конец XIX – начало XX века (снесён).[23]
- №11/30 — жилой дом Казанского отделения ГЖД.[25]

## Транспорт
Общественный транспорт по улице не ходит. Ближайшие остановки: «Железнодорожный вокзал» (трамвай, троллейбус, автобус) и «Колхозный рынок» (трамвай, автобус). Ближайшие станции метро — «Кремлёвская» и «Площадь Тукая».